# Михайло Петрович (футболіст)
Михайло Петрович (серб. Михаило Петровић, сербохорв. Mihailo Petrović, нар. 18 жовтня 1957, Белград) — югославський сербський футболіст, що грав на позиції півзахисника, а також футбольний тренер. Також має австрійське громадянство, яке отримав 1989 року під час виступів в цій країні.

## Клубна кар'єра
Народився в столиці Югославії Белграді. Батько — фабричний робітник. У 14-річному віці (1971) приєднався до академії столичної «Црвени Звезди». 1976 року був відданий в оренду в клуб другого дивізіону «Рад», де і дебютував на дорослому рівні, зігравши у двох сезонах. У 1977 році він повернувся до «Црвени Звезди» і зіграв 7 матчів у вищому дивізіоні, проте закріпитись у команді не зумів.
Через це 1979 року став гравцем «Олімпії» (Любляна), де пробув шість років. Його наступним клубом стало «Динамо» (Загреб), де Михайло провів сезон 1984/85.
У 1985 році став гравцем австрійського «Штурма» (Грац), де певний час був капітаном, зігравши загалом понад 250 матчів за клуб, проте 1993 року через фінансові проблеми клуб розірвав контракт з дороговартісним ветераном. Після цього Петрович завершив ігрову кар'єру.

## Виступи за збірну
15 листопада 1980 року провів єдиний матч у складі національної збірної Югославії проти збірної Італії (0:2) у рамках відбору на чемпіонат світу 1982 року.

## Тренерська кар'єра
Після завершення ігрової кар'єри залишився в Австрії, де спочатку тренував клуб «Пеллау», після чого очолював дубль «Штурма» (Грац), а також був асистентом тренера першої команди Івиці Осима.
1998 року відправився до Словенії, де працював з командами «Примор'є», «Домжале» та «Олімпією» (Любляна).
У вересні 2003 року Петрович повернувся до Австрії і очолив «Штурма» (Грац). Він повинен був перебудувати клуб, який був у фінансовій скруті, через що у великій мірі залучав у команду молодих гравців. У травні 2006 року Михайло Петрович подав у відставку після завершення контракту. Фанати «Штурму» намагалися переконати його залишитись, розпочавши кампанію зі збору підписів, але, незважаючи на 4000 підписів, Петрович вирішив піти і очолив «Карнтен».
Але лише через три тижні після того, як він підписав угоду з новим клубом, він розірвав контракт, коли отримав від Японії вигідну пропозицію від «Санфрече Хіросіма». Цей клуб боровся за виживання у вищому дивізіоні і в перший рік Михайлу вдалося його врятувати, але за підсумками сезону 2007 року клуб все ж вилетів у другий дивізіон. Вперше в своїй тренерській кар'єрі Петровичу довелося вилітати з клубом. Тим не менш він залишився у команді і у сезоні 2008 року зайняв перше місце та повернув команду в еліту. Того ж сезону він також з клубом виграв Суперкубок Японії, куди його команда потрапила як фіналіст національного кубка минулого сезону. Після повернення в Джей-лігу 1 Петрович продовжив роботу з командою ще протягом трьох сезонів і покинув її по завершенню сезону 2011.
Починаючи з січня 2012 року став тренувати «Урава Ред Даймондс» і 2016 року виграв з командою Кубок Джей-ліги. У липні 2017 року після низки невдалих матчів покинув клуб.
Перед початком сезону 2018 очолив «Консадолє Саппоро».

## Досягнення
- Володар Суперкубка Японії: 2008
- Володар Кубка Джей-ліги: 2016